# منصف بلحاج عمر
منصف بلحاج عمر ولد في 21 سبتمبر 1931 في بني خيار وتوفي في 17 مايو 2010 في قرطاج، هو سياسي تونسي.

## السيرة الذاتية

### الدراسات
زاول منصف بلحاج عمر دراسته الثانوية في المعهد العلوي وفي معهد كارنو بالعاصمة. واصل تعليمه العالي في معهد الدراسات العليا بتونس (التابع لكلية الحقوق في باريس) أين تحصل على ليسانس في القانون.

### المسار المهني والسياسي
كان منصف بلحاج عمر لفترة طويلة عمدة مدينة بني خيار مسقط رأسه، وهو أيضا أول رئيس لجمعية قدماء المعهد العلوي.

في 1958 بدأ عمله المهني في وزارة المالية. في بداية السبعينات، أصبح مدير ديوان وكاتب عام لدى الهادي نويرة.

عين في 31 مايو 1976 في منصب وزير مكلف بالعلاقة مع مجلس الأمة والكاتب العام للحكومة في حكومة الهادي نويرة وذلك حتى 27 ديسمبر 1977. عند مغادرته الحكومة أصبح مستشار للإدارة العمومية.

عاد للحكومة في 25 أبريل 1980 أين أصبح وزير معتمد لدى الوزير الأول مكلف بالوظيفة العمومية والإصلاح الإداري في حكومة محمد مزالي، وذلك حتى 3 ديسمبر 1980 أين أصبح وزيرا للإسكان في نفس الحكومة حتى 25 أغسطس 1984.

بعد مغادرته للحكومة، اقترح عليه حامد زغال مدير الوكالة التونسية للتعاون الفني أن يضع خبرته لفائدة الدول النامية تحت إشراف البنك الدولي. بدأ إذا أول مهمة خبير في التنظيم الإداري لدى الحكومة الموريتانية. نجاحه في هذه المهمة مكنه من أن يعين في مهمة إعادة هيكلة الإدارة في كمبوديا.

في يونيو 1988، بدأ عمله كمستشار لدى البنك الدولي وصندوق النقد الدولي، واشتغل في عدة دول مثل موريتانيا ولاوس وكازاخستان وكمبوديا.

## الحياة الخاصة
توفي منصف بلحاج عمر في قرطاج، ودفن في مسقط رأسه بني خيار. كان متزوجا ولديه إبنتين.

## التشريفات
- الصنف الأول من وسام الجمهورية (تونس)
- الصنف الأكبر من وسام الاستقلال (تونس)
- ضابط كبير لوسام أوراني - ناساو (هولندا)
- الصليب الأكبر لوسام ليوبولد الثاني (بلجيكا)
- الصليب الأكبر لوسام استحقاق دوقية لوكسمبورغ الكبرى
- قائد وسام جوقة الشرف (فرنسا)
- الصليب الأكبر لوسام استحقاق الخدمة الدبلوماسية (كوريا الجنوبية)